# اگر تو وجود نداشتی
«اگر تو وجود نداشتی» (به فرانسوی: Et si tu n'existais pas) ترانه‌ای از ژو دسن خوانندهٔ اهل فرانسه است. این یکی از قطعات آلبوم سال ۱۹۷۵ او با نام ژو دسن (کت شلوار سفید) بود. آهنگسازان «اگر تو وجود نداشتی» توتو کوتونیو و پاسکال لوسیتو هستند و شعر آن را پیر دولانو، کلود لِمِی و ویتو پالاویچینی سروده‌اند.
در سال ۲۰۱۳ الن سگارا نسخه‌ای دو صدایی (با میکس صدای ژو دسن) از این قطعه را اجرا کرد که در زمان انتشارش در فرانسه ۲۷ هفته در جدول پرفروش‌ترین ترانه‌ها حضور داشت و تا ردهٔ دوم آن جدول صعود کرد.

## موقعیت در جدول‌های فروش

### نسخهٔ ژو دسن
| چارت (۱۹۷۶)    | بالاترین جایگاه |
| -------------- | --------------- |
| والونیای بلژیک | ۳               |
| فلاندرز بلژیک  | ۱۶              |

### ریمیکس الن سگارا
| چارت (۲۰۱۳)    | بالاترین جایگاه |
| -------------- | --------------- |
| فرانسه         | ۲               |
| والونیای بلژیک | ۳               |
| سوئیس          | ۵۶              |